# Chrysobothris trinervia
Chrysobothris trinervia är en skalbaggsart som beskrevs av Kirby 1837. Chrysobothris trinervia ingår i släktet Chrysobothris och familjen praktbaggar. Inga underarter finns listade i Catalogue of Life.